# Ledeni
Damijan Kovačič, bolje znan pod svojim umetniškim imenom Ledeni, znan tudi kot Ledeni Denile ali samo Denile, je izvajalec hip hop glasbe iz Ljubljane. Oktobra 2018 je izdal svoj prvenec z naslovom 1100.

## Ozadje
Ledeni je začel snemati demo pesmi že kot najstnik in je leta 2008 izdal svoj prvi mikstejp Fixtape Vol. 1.
Leta 2009 je bila njegova pesem vključena na kompilaciji Spaced Out z drugimi slovenskimi glasbeniki. Šlo je za prvo trap pesem v slovenskem jeziku, "Sam za pikico". Pesem je bila uspešna in je bila predvajana na radiu, s čimer je Ledeni postal znan. Na radiu Val 202 so ga označili za "prihodnost slovenskega hip hopa."
Leta 2010 je izdal drugi mikstejp, Fixtape Vol. 2, na katerem je eksperimentiral z novimi zvoki in stili rapanja. V letih 2013–14, ko je bila trap glasba v Sloveniji večinoma še neznana ali ni bila priljubljena, je na YouTubeu izdal videospote za "Peit dol niži", "Feder", "JCVD", and "Hejterji na kiti". Singl "JCVD" je bil pri Radiu Študent vključen na seznam najboljše glasbe leta. Nastopil je tudi na televizijskih in radijskih oddajah in začel nastopati po klubih po vsej Sloveniji.
Leta 2015 je eksperimentiral z ustvarjanjem glasbe v angleškem jeziku in njegovi videspoti, npr. "Spvceship", so bili vključeni na globalno znane YouTube kanale z underground glasbo. Leta 2016 je imel odmor od glasbe, z izjemo nastopov v živo. Trenutno se ukvarja s snemanjem videspotov, nastopi v živo in ustvarjanjem svojega prvega albuma.

## Diskografija
Studijski albumi
- 2200 (2025)

- 1100 (2018)

Mikstejpi
- Fixtape Vol. 1 (2008)
- Fixtape Vol. 2 (2010)
- Trillion Underworld (2018)